# Sheldon Axler
Sheldon Jay Axler (Filadelfia, Pensilvania, 6 de noviembre de 1949) es un matemático estadounidense, profesor de matemáticas y decano de la Facultad de Ciencias e Ingeniería de la Universidad Estatal de San Francisco. Ha hecho importantes contribuciones a la educación matemática, publicando varias obras relacionadas.
Fue a Palmetto High School en Miami, Florida (1967). Obtuvo su AB en matemáticas con los más altos honores en la Universidad de Princeton (1971) y su doctorado en matemáticas, con el profesor Donald Sarason, de la Universidad de California en Berkeley (1975, disertación: «Subalgebras of {\displaystyle L}∞»). Como postdoctorado, fue un instructor C.L.E. Moore en el Instituto de Tecnología de Massachusetts.
Enseñó durante muchos años y se convirtió en profesor titular en la Universidad Estatal de Michigan. En 1997, Axler se mudó a la Universidad Estatal de San Francisco, donde se convirtió en presidente del Departamento de Matemáticas.
Axler recibió el premio Lester R. Ford por escritura expositiva en 1996 de la Mathematical Association of America. En el artículo «Down With Determinants!» (en español: '¡Abajo los determinantes!'), Axler muestra «como se puede hacer mejor el álgebra lineal sin determinantes». En 2012 se convirtió en miembro de la American Mathematical Society.
Fue editor asociado del American Mathematical Monthly y editor en jefe del Mathematical Intelligencer.
El texto de Axler Linear Algebra Done Right evita el uso de determinantes, en favor de otros métodos. Este libro es uno de los textos de referencia usados en el curso de pregrado Matemáticas 55 de la Universidad de Harvard.

## Obras
- Linear Algebra Done Right, tercera edición, Undergraduate Texts in Mathematics, Springer, 2015 (duodécima edición, 2009).
- Holomorphic Spaces (con John E. McCarthy y Donald Sarason), Cambridge University Press, 1998.
- Harmonic Function Theory (con Paul Bourdon y Wade Ramey), segunda edición, Graduate Texts in Mathematics, Springer, 2001.
- Harmonic Function Theory software, un paquete matemático para la manipulación simbólica de funciones armónicas, versión 7.00, lanzado el 1 de enero de 2009 (versiones anteriores lanzadas en 1992, 1993, 1994, 1996, 1999, 2000, 2001, 2002, 2003 y 2008).
- Precalculus: A Prelude to Calculus, Wiley, 2009 (tercera impresión, 2010).
- A Glimpse at Hilbert Space Operators (con Peter Rosenthal y Donald Sarason), Birkhäuser, 2010.
- College Algebra, John Wiley & Sons, 2011.
- Algebra & Trigonometry, John Wiley & Sons, enero de 2011.
- Measure, Integration & Real Analysis (acceso abierto, actualizado en 2020), Springer, noviembre de 2019.